# 微笑の儀式
『微笑の儀式』（びしょうのぎしき）は、松本清張の小説。「黒の様式」第3話として『週刊朝日』に連載され（1967年4月28日号 - 6月30日号）、1967年8月に中短編集「黒の様式」収録の一作として、光文社（カッパ・ノベルス）から刊行された。
1995年にテレビドラマ化されている。

## あらすじ
大学で法医学を研究していた鳥沢良一郎は、夏の初め、奈良・法隆寺内の飛鳥仏を鑑賞中、30代半ば過ぎの男に声をかけられる。その男は、自分は止利様式の仏像が持つ「古拙の笑い」にとり憑かれている彫刻家だと云い、その大きな眼は情熱的な光を宿していた。
秋になったある日、新聞掲載の展覧会評で、「微笑」という題の彫刻作品が取り上げられているのを目にした鳥沢は、予感を抱いて展覧会場へとおもむく。その彫刻の顔つきには飛鳥仏の特徴がよく出ていたが、作者はやはりあの時の彫刻家で、名を新井大助といった。新井に祝意を述べた鳥沢だったが、そのあと鳥沢を呼び止めた生命保険会社の調査員の男は、この彫刻の大きさが「人間の実物大」であり、「本当の人間の顔からそっくり取った」ものではないかと指摘、さらに、この彫刻とよく似た顔の宅間添子という女性が、最近死んだ事実を告げる。しかもその遺体はなぜか、「微笑んでいた」というのだった…

## エピソード
- 当時『週刊朝日』で本作の担当編集者を務めていた重金敦之は、「アルカイックスマイルを残したまま死ぬには、どんな方法があるかという無理難題を仰せつかり、難儀したことを覚えている。しかし、「古拙の笑い」の飛鳥仏や和辻哲郎の世界に遊べたことは、高校時代から関心があっただけに、多忙な週刊誌記者にとって束の間の余裕となった」と述べている[1]。

## テレビドラマ
「松本清張スペシャル・微笑の儀式」。1995年3月7日、日本テレビ系列の「火曜サスペンス劇場」枠（21:03 - 22:54）にて放映。視聴率18.7％（ビデオリサーチ調べ、関東地区）。過去の彫刻家を主人公が思い出すストーリーとなっている。
キャスト
- 鳥沢良一郎：役所広司 （法医学者・5年前に大学を退官）
- 新井大介：内藤剛志 （彫刻家）
- 宅間添子：佳那晃子（女性像と似た顔の女性・被害者）
- 島上忠太郎：石丸謙二郎（保険会社の調査員）
- 宅間平造：織本順吉（添子の父）
- 沢村：木場勝己（管理人）
- 岡崎：斎藤洋介（アパート住人・カメラマン）
- 窪田：沼田爆（アパートのオーナー）
- 沢村の妻：田根楽子
- 桃：三野友華子（クラブのホステス）
- クラブのママ：落合ひとみ
- 石井：清水宏（佃島署刑事）
- 谷沢：井上博一（科学捜査研究所研究員）
- 喫茶店マスター：水島涼太
- 渡辺成紀
- 北川たか子

　ほか
スタッフ
- 脚本：金子成人
- 監督：長尾啓司
- 音楽：佐藤允彦
- 撮影：羽方義昌
- 技術協力：映広
- 美術協力：東京工芸大学、西村美術、ベレッツァスタジオ
- プロデューサー：伊藤祥二（日本テレビ）、小坂一雄（レオナ）、林悦子（霧企画）
- 制作：レオナ、日本テレビ、霧企画

| 日本テレビ系列 火曜サスペンス劇場 | 日本テレビ系列 火曜サスペンス劇場          | 日本テレビ系列 火曜サスペンス劇場 |
| 前番組                            | 番組名                                     | 次番組                            |
| --------------------------------- | ------------------------------------------ | --------------------------------- |
| 京都日野殺人街道 （1995.2.28）    | 松本清張スペシャル 微笑の儀式 （1995.3.7） | 地方記者・立花陽介5 （1995.3.21） |